# Bretagne (1912)
Bretagne byla francouzská bitevní loď stejnojmenné třídy. Loď se účastnila první světové války. V meziválečné době byla několikrát modernizována. Poprvé v letech 1919–1920 byla zvýšena elevace děl, odstraněna čtyři kasematová děla, čtyři 47mm děla nahradil stejný počet ráže 75 mm a modernizován byl i systém řízení palby. V letech 1924–1925 pak byla opět zvýšena elevace děl a některé z kotlů byly upraveny pro vytápění naftou. Třetí modernizace v letech 1927–1928 se opět týkala systému řízení palby a nejrozsáhlejší modernizace proběhla v letech 1932–1934, přičemž byl zcela vyměněn pohonný systém – turbínová ústrojí i kotle.
Po porážce Francie loď unikla na francouzskou základnu Mers-el-Kébir u Oranu. Zde byla Bretagne 3. července 1940 potopena palbou bitevních lodí HMS Valiant, HMS Resolution a bitevního křižníku HMS Hood při britském útoku na Mers-el-Kébir. Po válce byl vrak lodi vyzvednut a sešrotován.